# Kamyziak
Kamyziak (en russe : Камызяк) est une ville de l'oblast d'Astrakhan, dans le sud de la Russie, et le centre administratif du raïon de Kamyziak. Sa population s'élevait à 15 749 habitants en 2020.

## Géographie
Kamyziak est située sur la Kamyziak, un bras du delta de la Volga, à 27 km au sud d'Astrakhan. Ses alentours font partie de la réserve naturelle d'Astrakhan.

## Histoire
L'origine de Kamyziak remonte à la fondation, au XVIIe siècle, d'un village de pêcheurs sur un des bras du delta de la Volga. Le 2 février 1973, Kamyziak reçut le statut de ville.

## Population
Recensements (*) ou estimations de la population
| 1897* | 1959* | 1970* | 1979*  | 1989*  | 2002*  |
| ----- | ----- | ----- | ------ | ------ | ------ |
| 2 700 | 3 929 | 6 723 | 14 096 | 15 084 | 16 052 |

| 2006   | 2010*  | 2012   | 2013   | 2014   | 2015   |
| ------ | ------ | ------ | ------ | ------ | ------ |
| 16 112 | 16 314 | 16 289 | 16 223 | 13 396 | 13 408 |

| 2016   | 2017   | 2018   | 2019   | 2020   | - |
| ------ | ------ | ------ | ------ | ------ | - |
| 14 057 | 13 962 | 13 633 | 13 855 | 15 749 | - |